# Andmesh Kamaleng
Andmesh Kamaleng (ur. 15 kwietnia 1997 na wyspie Alor) – indonezyjski piosenkarz.

## Życiorys
Urodził się 15 kwietnia 1997 r. na wyspie Alor w prowincji Małe Wyspy Sundajskie Wschodnie. Jego kariera wokalna zaczęła nabierać tempa od momentu wygrania programu Rising Star Indonesia (sezon 2016/2017). Swój pierwszy singiel pt. „Jangan Rubah Takdirku” wydał w 2017 r.
Największy sukces odniosły jego utwory: „Jangan Rubah Takdirku” (2017), „Cinta Luar Biasa” (2018) i „Hanya Rindu” (2019). Utwór „Cinta Luar Biasa” zebrał ponad 176 milionów wyświetleń w serwisie YouTube.